# Ідальго (штат)
Іда́льго, рідше Гідальґо (ацт. Hidalgo; отомі Hyodi Hidalgo; ісп. Hidalgo) — штат у Центральній Мексиці, на південному сході Мексиканського нагір'я. Площа 20 813 км². Населення 2,858,359 чоловік (2015). Адміністративний центр — місто Пачука. Названий на честь національного героя Мексики Мігеля Гідальго.

## Історія

Мапа муніципалітетів Ідальго

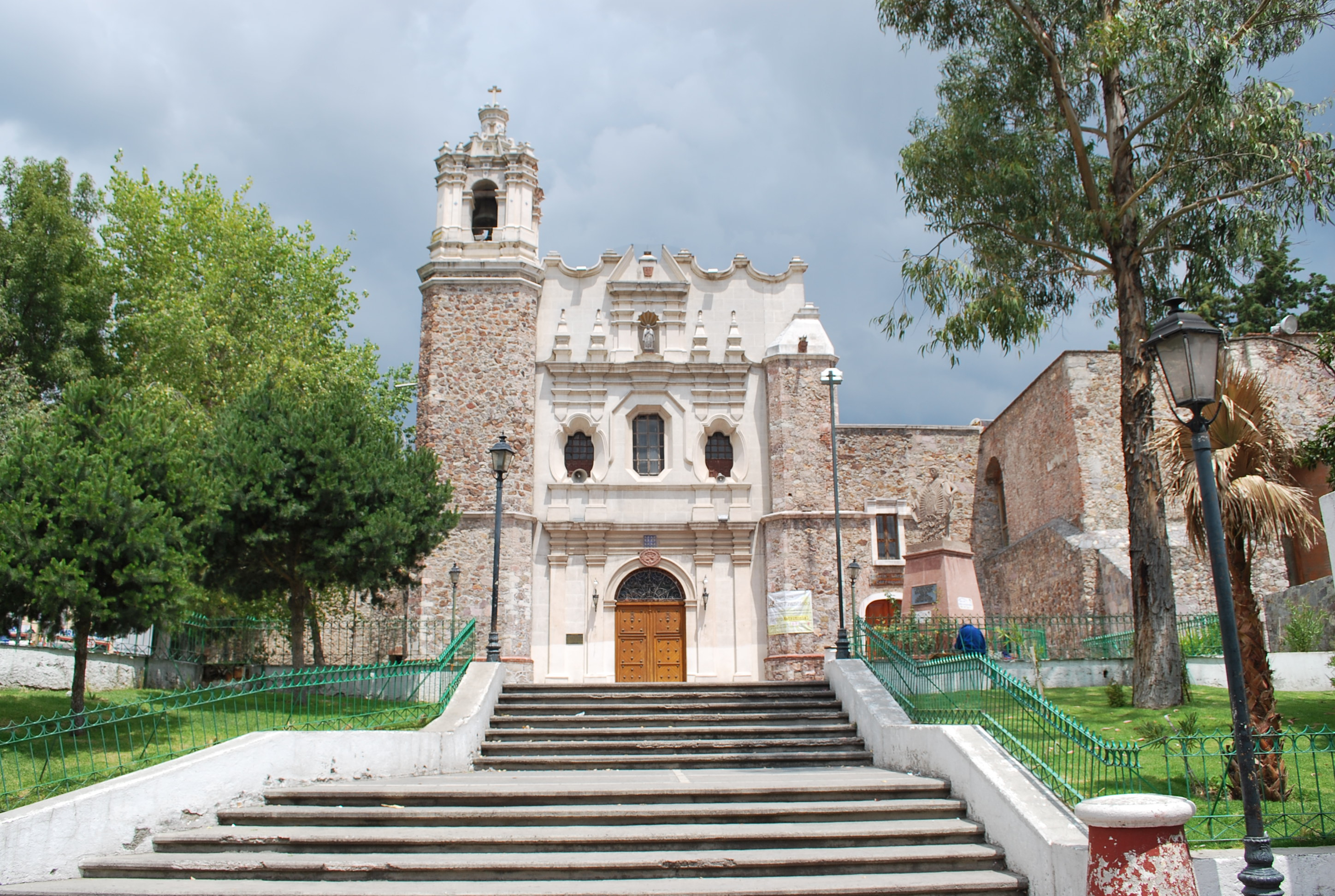
Монастир Сан-Франціска в Пачуці

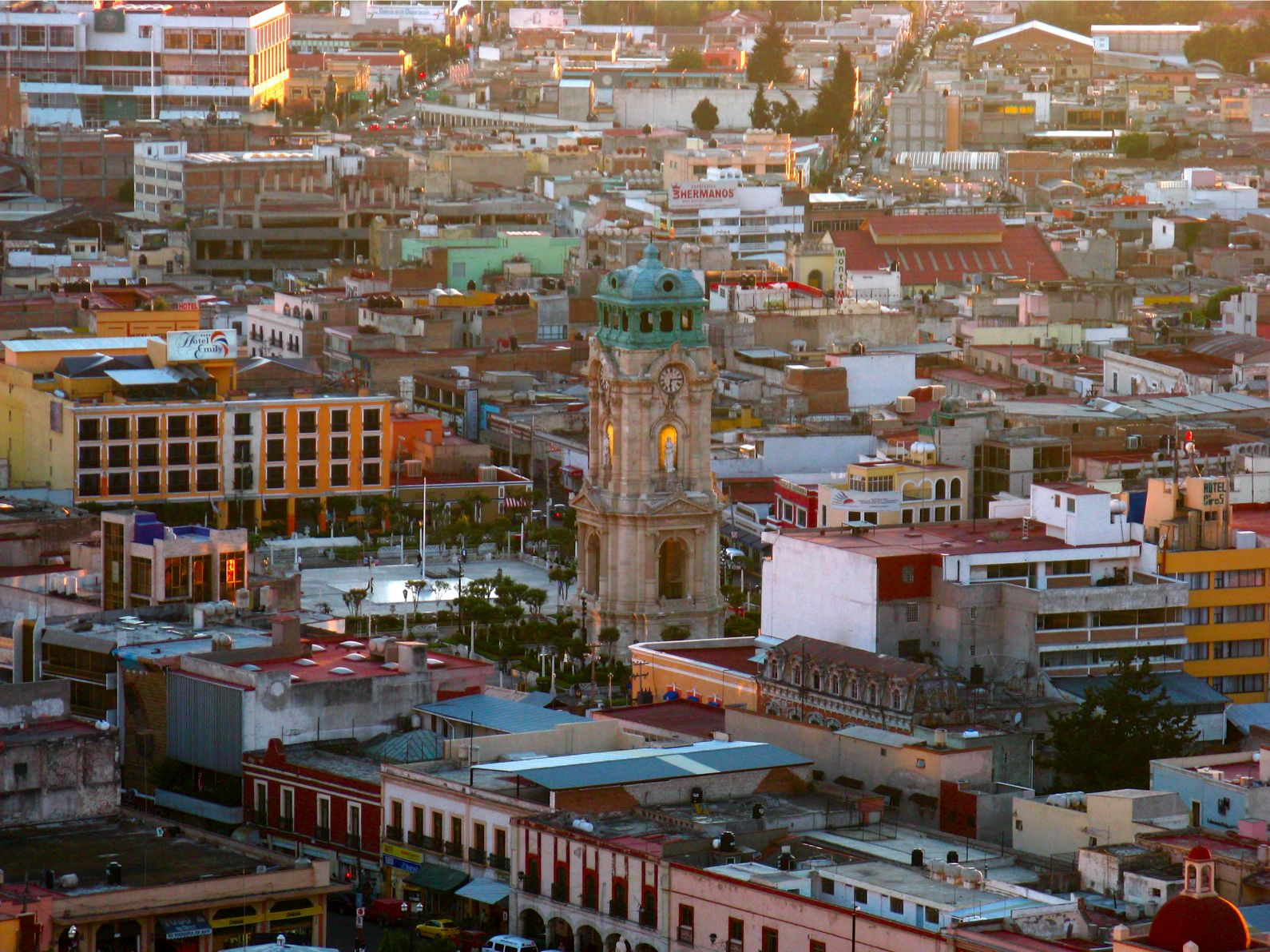
Столиця штату Пачука-де-Сото

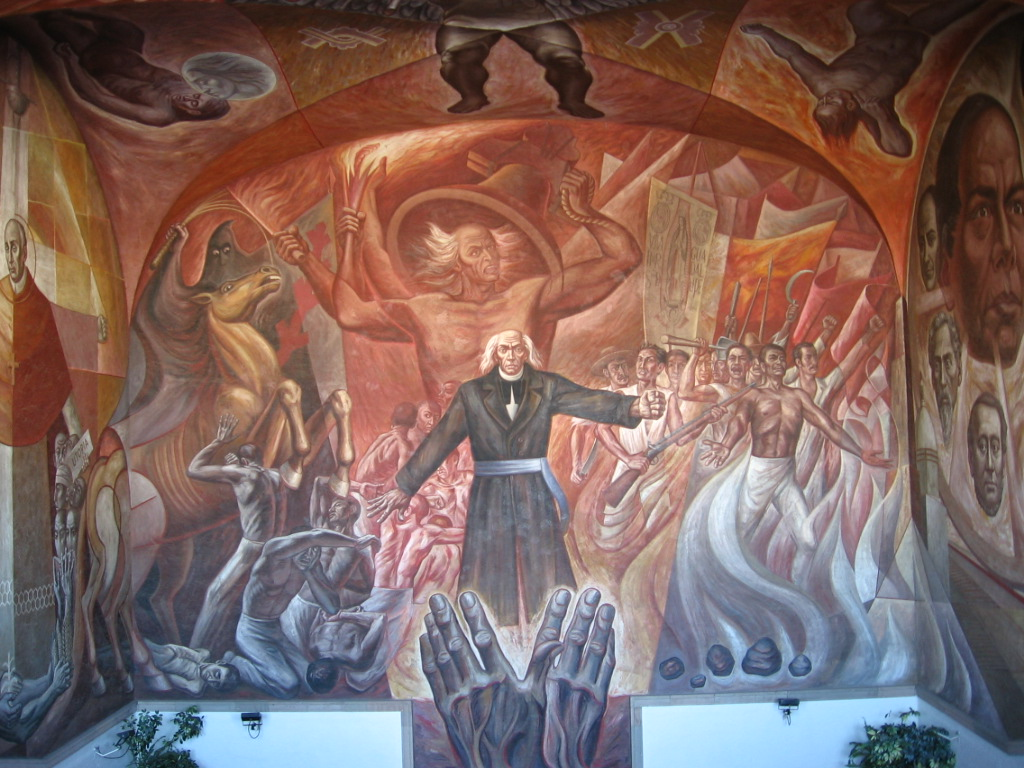
Мурал із зображенням Мігеля Ідальго, (Ороско, Палац уряду в Гвадалахарі)

У 1821 році, коли війна за незалежність закінчилася, країна була розділена на ряд штатів. До 1860-х років нинішня територія Ідальго була частиною округів Тули, Тулансінго, Гехутли та мала статус військового округу Мехіко.  Економіка штатів після війни перебувала у сильному занепаді. Великі міста, такі як Пачука та Реаль-де-Монте зазнали значної руйнації. У 1824 році британські гірничодобувні компанії були запрошені відновити цю діяльність. Британці запровадили парогенератори та інші технології, а також долучили до роботи велику кількість працівників серед місцевого населення.  У 1828 ідеологічні розбіжності між колишніми повстанцями привели до зіткнень віце-президента країни Ніколоса Браво із президентом Гуадалупе Вікторією. Під Тулансінго Браво зазнав поразки  і був висланий до Колумбії. У 1849 році англійці змушені були продати ці землі мексиканським багатіям, а райони знову опинилися в скрутному становищі. 18 лютого 1856 року група громадян на чолі з мером Габрієлем Майоргою в Хакалі підписали закон, в якому наголошувалося на відокремлення церкви від державних справ, обмеження влади монастирів і введення Аграрного Закону. У 1857 році, після прийняття нової Конституції з цими законами, почалися зіткнення поміж консерваторами та лібералами, штат, як і вся країна, був занурений у вир громадянської війни за Реформу. 
У 1862 році, під час вторгнення французьких військ до Мексики, велика частина країни була розділена на три військових сектори для захисту від інтервентів. Перемога французів закінчилася захопленням Мексики, а на посту керівника держави був поставлений наставник Наполеона III габсбурзький принц Максиміліан I. В 1865 році імператор відвідав Пачуку. Незабаром після його мандрувань по Мексиці активізувався повстанський рух проти французької інтервенції. 
16 січня 1869 року новий республіканський уряд вирішив із військового сектора Мехіко утворити новий штат. Він був названий на честь відомого борця за незалежність Мексики Мігуеля Ідальго. Першим губернатором Гідальго було обрано Антоніо Тагле.
До періоду правління Порфіріо Діаса, економіка, особливо гірнича справа, потерпала від нестабільності. Наприкінці 80-х рр. низка сучасних винаходів, таких як телеграф, телефон та залізниця, суттєво допомагали зрости економіці Ідальго. Це також призвело до чергової хвилі іноземних інвестицій у гірничодобувну промисловость. До середини 1900-х рр. Велика частина гірничодобувної промисловості в Пачука і Реал-де-Монте була підконтрольна компаніям США. Відродження економіки штату в основному вплинуло на столицю штату Пачуку, в той час коли  багато сільських районів й далі перебували в скрутному становищі, що привело до частих бунтів серед бідного населення.
На самому початку мексиканської революції в Гуехутлі поміж місцевими збройними угрупованнями на чолі з Франціско П. Маріелем та урядовими силами відбулася перша сутичка. У 1911 році військові сили під керівництвом Ніколи Форкеса захопили Хакалу. Пізніше цього ж року Габріель Ернандес захопив Тулансінго і Пачуку, та змусив губернатора піти у відставку. У 1915 році у штаті захопив владу прибічник Хуерто Агустін Сангінс, що спровокувало повстанців районів Хуастек, Хаканга та Тулансінґо почати збройне повстання проти нього. 
6 червня 1920 року здійснився перший політ поштового біплану, яким пілотував Орасіо Руїс Гавіньйьо. Він здійснив політ з Мехіко до Ідальго за 53 хвилини і доставив 543 листи, 61 листівку та інші предмети.
Революція залишила гірничодобувну справу  в занепаді, особливо після того, як американські компанії припинили свою діяльність. Модернізація майже зруйнованої повністю інфраструктури почалася в 1920-х роках із реконструкції телефонних ліній та з будівництва автомобільних доріг в межах штату. У 1930-х роках ряд компаній, таких як «Cruz Azul Cement», були експропрійовані та створені кредитні схеми, такі як «Banco de Credito Ejidal». Було побудовано понад 130 шкіл у сільській місцевості. Будівництво та модернізація інфраструктури в штаті продовжувалась до кінця ХХ ст. У 50-60-х роках було вжито купу заходів, спрямованих на переведення економіки держави від сільськогосподарської діяльності до гірничодобувної промисловості та виробничої справи. У 1952 році було побудовано завод по виробництву двигунів «Diesel Nacional» (DINA). У 1961 році старий автономний інститут літератури був переобладнаний в Автономний університет штату, з ціллю підготовки фахових інженерів для розвитку промисловості. Завдяки цьому почала діяти програма з будівництва житла для працівників, які працювали на нових фабриках, але проживали поза межами індустріальних міст. Наприкінці XX ст. та на початку XIX ст. розширення району Великого Мехіко досягло південних кордонів штату Гідальго з муніципалітетом Тізаюка, який у 2005 році  був включений до штату Гідальго. 
Однією із основних проблем впродовж останнього десятиліття на околицях південної частини штату  стало забруднені води в долині Мехіко. Мехіко викачує надлишок води, оскільки долина не має природного зрощення, особливо в північних районах Мехіко та Ідальго і з кожним роком все більше забруднює і завдає шкоди цим територіям. Уряд штату веде переговори про федеральну та допомогу інвесторів в ліквідації та очищенню цієї води, щоб не завдати надалі шкоди сільському господарству та довкіллю.